# Королівська академія наук, письменства та витончених мистецтв Бельгії

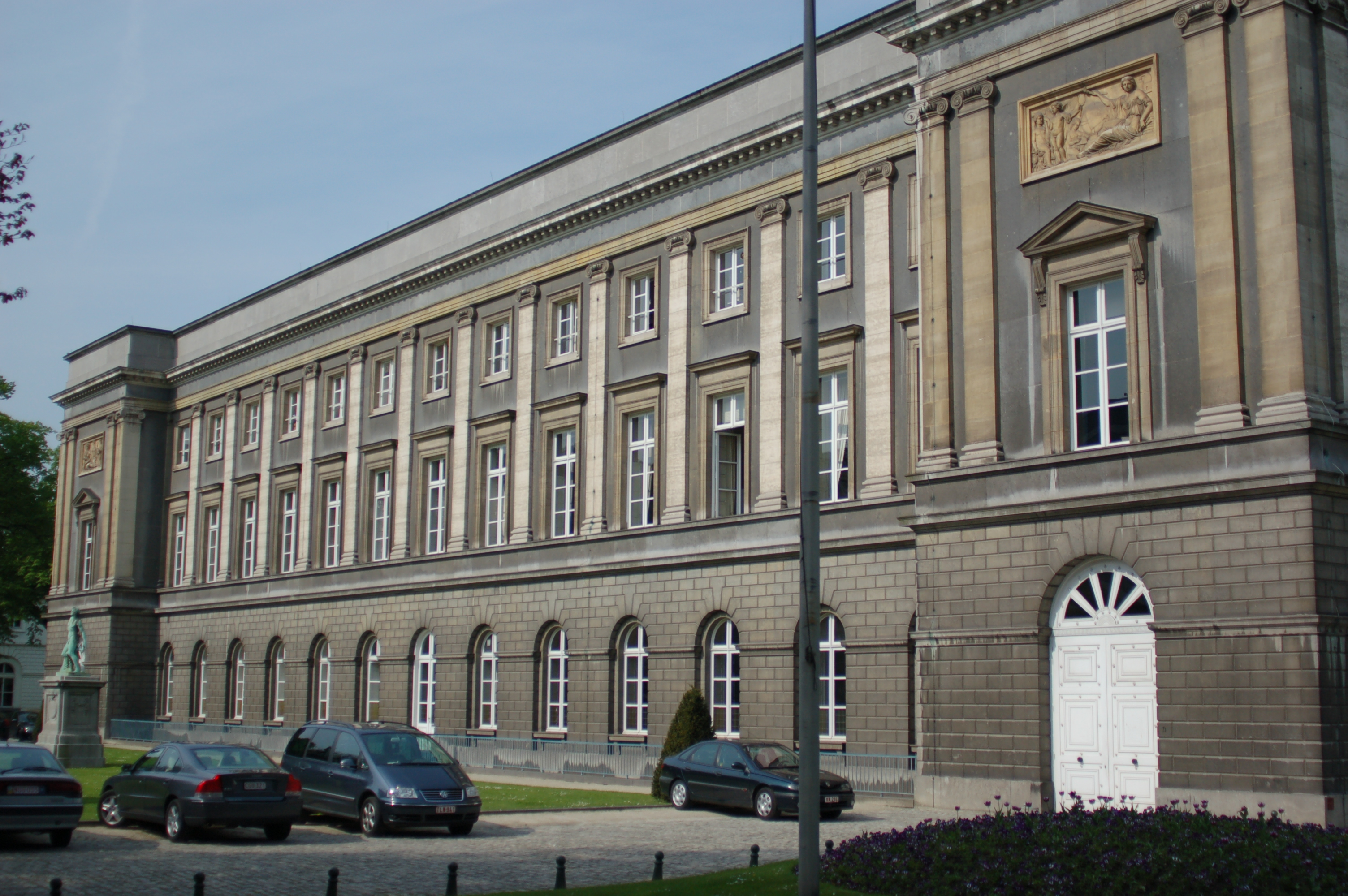
Палац академій у Брюсселі - осідок Королівської академії наук

Королівська академія наук, письменства та витончених мистецтв Бельгії (фр. Académie royale des sciences, des lettres et des beaux-arts de Belgique) — національна наукова інституція Бельгії, що покликана сприяти розвиткові наук і мистецтв у Бельгії.

## Історія
Академія була заснована в 1769 році імператрицею Марією Терезією, через що досі називається «la Thérésienne».

## Структура
До академії входять 200 бельгійських членів та 200 іноземних членів. Академія поділяється на чотири класи, кожен по 50 членів:
- Клас наук
- Клас письменства та моральних і політичних наук
- Клас мистецтв, який в свою чергу поділяється на п'ять секцій: живопис, скульптура, архітектура, музикка, історія, культура
- Клас технологій та суспільства, заснований в 2009 році.

Постійним секретарем академії 17 листопада 2007 року було обрано історика Ерве Аскена (Hervé Hasquin). Президент академії — Марк Рішельє.

## Діяльність
Академія підтримує розвиток наукових досліджень інших наукових установ, таких як Бельгійський історичний інститут у Римі, Королівська комсія з історії, Королівська комісія з топонімії й діалектології.
Академія присуджує ряд премій за досягнення в різних галузях науки і мистецтва.

## Осідок академії
Осідок академії — Палац академій у Брюсселі, де розташовано загалом п'ять академій, окрім Королівськох академії наук також:
- Королівська академія медичних наук (заснована в 1840 році)
- Королівська академія французької мови і літератури Бельгії
- Koninklijke Vlaamse Academie van België voor Wetenschappen en Kunsten (заснована в 1938 році)
- Koninklijke Academie voor Geneeskunde (заснована в 1938 році).